# Eustoma
Eustoma is de botanische naam van een geslacht uit de gentiaanfamilie (Gentianaceae).
Een bekende ondersoort is Eustoma exaltatum subsp. russellianum, een plant die in het begin van de negentiende eeuw werd ontdekt door botanicus Thomas Drummond in San Felipe in de Verenigde Staten.
De plant werd voor het eerst gepubliceerd in 1838 onder de naam Lisianthus russellianus. De plant ging verder onder allerlei soortnamen; Eustoma russellianum, Eustoma grandiflorum, Eustoma russelianus en Lisianthus russeliana. Voortschrijdend taxonomisch inzicht heeft erin geresulteerd dat ze nu als ondersoort wordt beschouwd en nu 'Eustoma exaltatum subsp. russellianum genoemd wordt.
Het is een kruidachtige plant die een bladrozet vormt. Uit deze rozet groeien bloemstelen met een zacht en licht behaard blad. Bloemknoppen vormen zich in de oksels van de bovenste bladparen. De bloemen bestaan uit vijf bloembladeren die tezamen 6-9 cm in diameter zijn. In het wild is de bladrozetformatie een handige natuurlijke verdediging tegen uitdroging. In de vrije natuur variëren de kleuren van donkerblauw tot paars.

## Voorkomen
Het gewas komt in het wild ook voor in Arizona, Colorado en het noorden van Mexico. Alhoewel de plant in woestijn en prairieachtige gebieden wordt gevonden is het geen echte woestijnplant. Eustoma groeit op plaatsen zoals rivierbeddingen en lagere gedeeltes waar de plant toegang heeft tot vers water. In het wild groeit Eustoma als een eenjarig gewas.

## Veredeling
Drummond stuurde zaadmonsters in 1835 naar William Jackson Hooker, hoogleraar aan de Glasgow University waarna Bothwel Castle in Schotland en de Glasgow Botanic Gardens erin slaagden bloeiende planten te verkrijgen. In 1846 verscheen er een cultuurbeschrijving in het Maandschrift voor de Tuinbouw naar aanleiding van een bloemenshow in Utrecht waar een lokale bloemist, C. de Winter, een potplant liet zien met meer dan 150 bloemen. In 1878 werd eveneens een potplantbeschrijving gegeven in Sempervirens, het officiële publicatieblad van de Koninklijke Nederlandse Maatschappij voor de Tuinbouw.
Aan het eind van de 19e eeuw en het begin van de 20e eeuw namen een aantal bloemenveredelaars het gewasje op in hun catalogus voor amateurgebruik. Zaden verspreidden zich over de gehele wereld en Eustoma werd uiteindelijk zeer populair in Japan. De Japanse lokale naam is Torukokikyo, een samenstelling van de woorden Toruko (Turkse muts) en Kikyo (Platycodon). Alhoewel het gewas geenszin te maken heeft met Platycodon, is de verwijzing naar Turkse muts een heel bijzondere. Massale aantallen bloemen manifesteren zich namelijk in zeer decoratieve spiraalvormen voor ze zich openen.
Japanse bloemenkwekers hielden zelf hun gewassen in stand door zaadvermeerdering en gebruiken tot op heden de plant als snijbloem mede omdat de soort zeer hoge temperaturen en een hoge luchtvochtigheid verdraagt. In 1967 en 1968 werden mutanten gevonden in de kleuren wit en roze. Hiermee werd de basis gelegd voor de moderne veredeling en het huidige assortiment. De eerste F1-Hybriden, genaamd Yodel, werden in 1982 op de markt gebracht door het beursgenoteerde Japanse veredelingsbedrijf Sakata Seed Corporation.
De eerste introducties op de professionele markt waren enkelbloemig. Later kwamen daar dubbelbloemige rassen bij. Algemene speerpunten voor de moderne veredeling zijn een beter vaasleven, minder kwetsbare bloemen, een verbeterde transporteerbaarheid en meerdere kleuren. Velerlei bloemvormen zoals enkelbloemig gefranjerd tot aan de vorm van een roos komen voor.
In de handelskanalen wordt Lisianthus als aanduiding gebruikt voor zowel snijbloem als potplant. Dit temeer omdat het woord 'stoma' een negatieve bijklank heeft voor een bloem.
Anno 2005 is Lisianthus de meest verhandelde snijbloem die vermeerderd wordt door middel van zaden.
... · 
Anthocleista · 
Blackstonia (Bitterling) · 
Cicendia (Draadgentiaan) · 
Centaurium (Duizendguldenkruid) · 
Eustoma · 
Gentiana (Gentiaan) · 
Gentianella (Baardgentiaan) · 
Gentianopsis · 
Schenkia · 
...